# Francis Pym
Francis Leslie Pym, baron Pym (ur. 13 lutego 1922 w Abergavenny, zm. 7 marca 2008 w Sandy) – brytyjski polityk, członek Partii Konserwatywnej, minister w rządach Edwarda Heatha i Margaret Thatcher.
Wykształcenie odebrał w Eton College oraz w Magdalene College na Uniwersytecie Cambridge. Podczas II wojny światowej walczył w Afryce Północnej oraz w kampanii włoskiej jako kapitan 9 pułku lansjerów. Został odznaczony Military Cross. Po wojnie zasiadał w radzie hrabstwa Herefordshire. W 1959 r. podjął nieudaną próbę dostania się do Izby Gmin w okręgu Rhondda West. Do parlamentu dostał się w 1961 r. wygrywając wybory uzupełniające w okręgu Cambridgeshire. Od 1983 r. reprezentował okręg wyborczy South East Cambridgeshire.
W 1964 r. został whipem opozycji. W latach 1970–1973 był głównym whipem konserwatywnego rządu Edwarda Heatha oraz parlamentarnym sekretarzem skarbu. W 1973 r. został członkiem gabinetu jako minister ds. Irlandii Północnej. W latach 1978–1979 był ministrem spraw zagranicznych w gabinecie cieni Margaret Thatcher. Po zwycięstwie konserwatystów w wyborach 1979 r. został ministrem obrony. W 1981 r. został Paymaster-General, Kanclerzem Księstwa Lancaster i wreszcie Lordem Przewodniczącym Rady oraz przewodniczącym Izby Gmin. W 1982 r. został ministrem spraw zagranicznych.
Jako minister Pym był jednym z najważniejszych „wetsów” w Partii Konserwatywnej – grupy działaczy, którzy sprzeciwiali się obowiązującej doktrynie monetaryzmu i zmniejszaniu wydatków socjalnych państwa. Podczas kampanii wyborczej 1983 r. publicznie wyraził wątpliwość, czy zdecydowane zwycięstwo pozwoli na utworzenie dobrego rządu. Margaret Thatcher skrytykowała Pyma za te słowa, Pym wkrótce utracił stanowisko ministra. Po wyborach założył Conservative Centre Forward, grupę nacisku wewnątrz partii, która, wobec popularności pani premier, nie spełniła oczekiwań Pyma.
Pym zrezygnował z miejsca w Izbie Gmin w 1987 r. Wkrótce potem został kreowany parem dożywotnim jako baron Pym i zasiadł w Izbie Lordów. Jest autorem książek The Politics of Consent, opublikowanej w 1984 r., oraz Sentimental Journey, opublikowanej w 1998 r. W 1994 r. został dyrektorem Christie Brockbank Shipton Ltd.
Był potomkiem XVII-wiecznego parlamentarzysty Johna Pyma. Jego dziadek, Walter Pym, był biskupem Bobmaju. Jego ojciec, Leslie Pym, również był deputowanym do Izby Gmin. Francis był żonaty z Valerie Daglish, miał z nią dwóch synów i dwie córki.